# クラン (セランゴール州)
クラン（マレー語: Klang、古くはKelang；中国語: 巴生）は、マレーシアのセランゴール州の人口約74万人の都市である。マレーシア最大の貿易港のクラン港（マレー語、Pelabuhan Klang。通称、ポート・クラン）がある。セランゴール州の王都であり、シャーアラムに州都が移る前は州都でもあった。首都のクアラルンプールから西に約26km。

## 語源
名称は街を流れるクラン川に由来する可能性がある。街全域が川の近くに位置している。クラン川はクラン・ヴァレー（クラン渓谷）としても知られ、クアラルンプールから西方に流れ、ポート・クランで海に達する。
モン-クメール語の (Klong) や、マレーシア語で倉庫（現在では工場の意味に近い）を表す「Kilang」を語源とする説も支持されている。